# Ejército Imperial Brasileño
El Ejército Imperial Brasileño (portugués: Exército Imperial Brasileiro) era el nombre dado a la fuerza terrestre del Imperio de Brasil. El Ejército Brasileño se formó tras la independencia del país del Portugal en 1822 y se reformó en 1889, después del golpe de Estado republicano que creó la República de Brasil, una dictadura encabezada por el ejército.

## Formación
Durante el proceso de Independencia, el Ejército Imperial Brasileño estuvo compuesto inicialmente por brasileños, portugueses y mercenarios extranjeros. Entrenados en la guerra de guerrillas, la mayoría de sus comandantes eran mercenarios y oficiales portugueses leales a Pedro I. En 1822 y 1823, el Ejército Imperial fue capaz de derrotar la resistencia portuguesa, especialmente en el norte del país y en Cisplatina, evitando también la fragmentación del recién proclamado Imperio Brasileño tras su guerra de independencia.
Tras la Guerra de la Independencia, el Ejército, apoyado por la Guardia Nacional, destruyó los movimientos separatistas en los primeros años tras la independencia, imponiendo la autoridad central del imperio durante el período de regencia. Reprimió multitud de movimientos populares a favor de la autonomía política o contra la esclavitud y el poder de los latifundistas en todo Brasil.
Durante la década de 1850 y principios de 1860, el Ejército, junto con la Marina, entró en acción contra fuerzas argentinas y uruguayas, que se oponían a los intereses del imperio brasileño. El éxito brasileño con tales "Gun Diplomacy" acabó provocando un choque de intereses con otro país con aspiraciones similares, Paraguay, en diciembre de 1864.
En noviembre de 1889, después de un largo desgaste con el régimen monárquico profundizado por la abolición de la esclavitud, el ejército dio un golpe de Estado que resultó en el fin del imperio y la fundación de una república. La implantación de la primera dictadura militar brasileña (que terminó en 1894), fue seguida de una grave crisis económica que se profundizó en institucional con el Congreso y la Marina, que degeneró en una guerra civil en la región sur.

## Comando

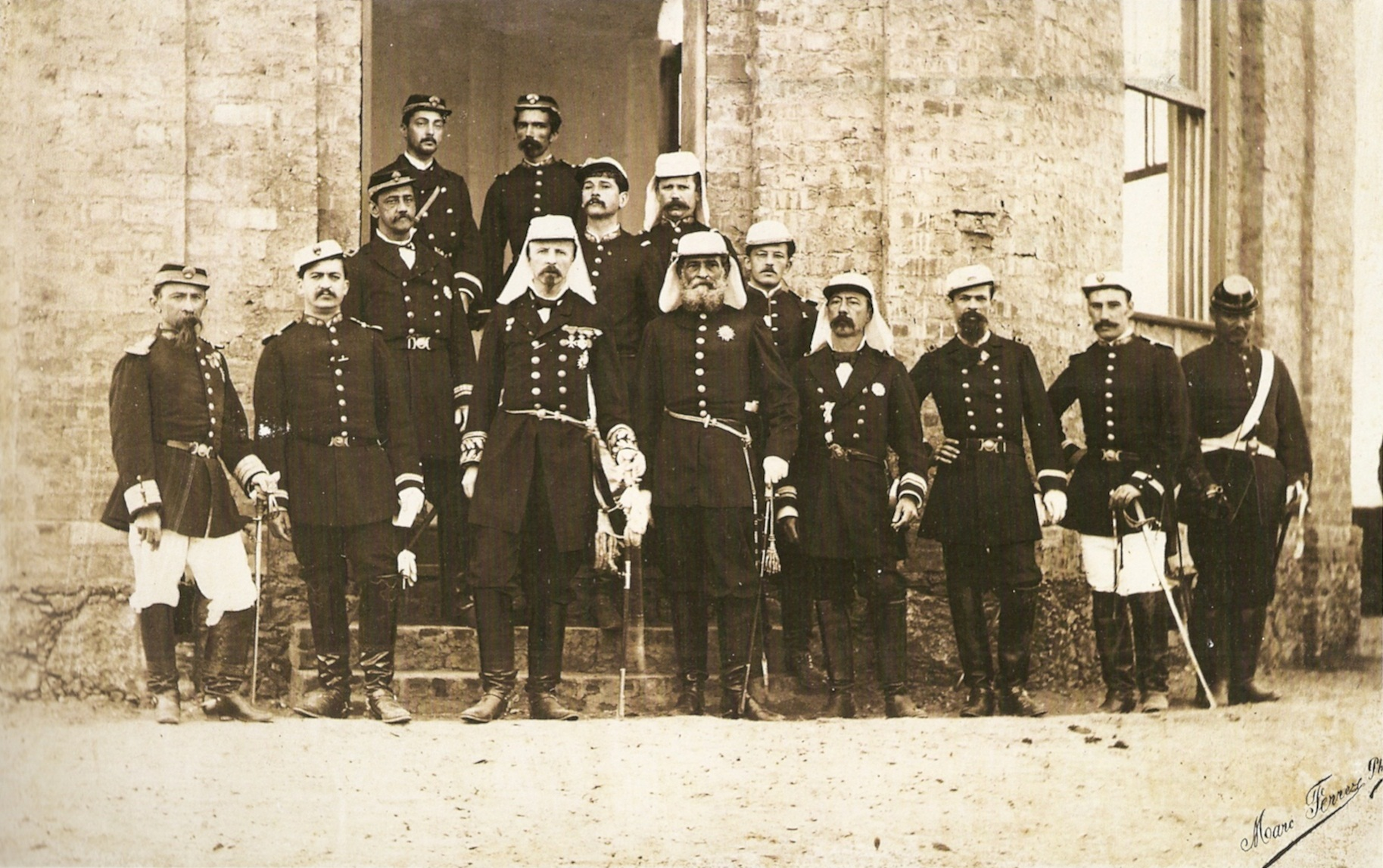
Alto mando del Ejército Imperial en 1885, incluido el príncipe Gastón, conde de Eu y Deodoro da Fonseca, primer presidente de Brasil.

En virtud de los artículos 102 y 148 de la Constitución, las Fuerzas Armadas brasileñas estaban subordinadas al monarca como comandante en jefe. El comandante en jefe era auxiliado por el Ministerio de Guerra. Durante los 67 años de existencia de la monarquía hubo 76 ministros de guerra-que eran, con pocas excepciones, civiles. El primer ministro ejercía la supervisión final en la práctica.
El modelo elegido fue el sistema parlamentario británico o angloamericano, en el que "las Fuerzas Armadas observaban obediencia irrestricta al gobierno civil manteniendo distancia de las decisiones políticas y de las referidas a la seguridad de las fronteras".

## Estructura
El Ejército Nacional, o Ejército Imperial durante la monarquía, estaba dividido en dos cuerpos: la 1.ª Línea, que era el Ejército propiamente dicho; y la 2.ª Línea, formada por las Miliciass y Ordenanzas heredadas de la época colonial. La organización militar se asemejaba a la de las fuerzas armadas británicas y estadounidenses de la época, en las que un pequeño ejército permanente podía aumentar rápidamente sus efectivos en situaciones de emergencia a partir de una milicia de reserva (en Brasil, la Guardia Nacional). En 1824, el Ejército de 1.ª Línea contaba con 24.000 hombres, disciplinados, entrenados y equipados tan bien como sus equivalentes europeos. Al final de la guerra de la Independencia, las Fuerzas Armadas brasileñas ya estaban bien organizadas y equipadas. Esto ocurrió principalmente porque el Emperador apoyó fuertemente al Ejército.

### Educación militar
| Año  | Ejército (1.ª línea) | Ejército (segunda línea) |
| ---- | -------------------- | ------------------------ |
| 1824 | 24,000               | Desconocido              |
| 1827 | 27,242               | 95,000                   |
| 1832 | 6,000                | Desconocido              |
| 1838 | 18,000               | Desconocido              |
| 1851 | 37,000               | Desconocido              |
| 1864 | 18,000               | 440,000                  |
| 1869 | 82,271               | Desconocido              |
| 1875 | 17,000               | Desconocido              |
| 1883 | 13,000               | Desconocido              |
| 1889 | 14,300               | Desconocido              |

La formación de los oficiales del ejército se completó en el Academia Militar Imperial, aunque no era obligatorio que el personal estudiara allí para progresar en la profesión. El personal de las ramas de infantería y caballería sólo tenía que estudiar las disciplinas de 1.º curso (aritmética, álgebra, geometría, trigonometría y dibujo técnico) y 5.º curso (táctica, estrategia, acampada, fortificación en campaña, reconocimiento del terreno y química). Los ingenieros y artilleros estaban obligados a estudiar el curso completo, lo que hizo que sus ramas fueran consideradas las más prestigiosas. 

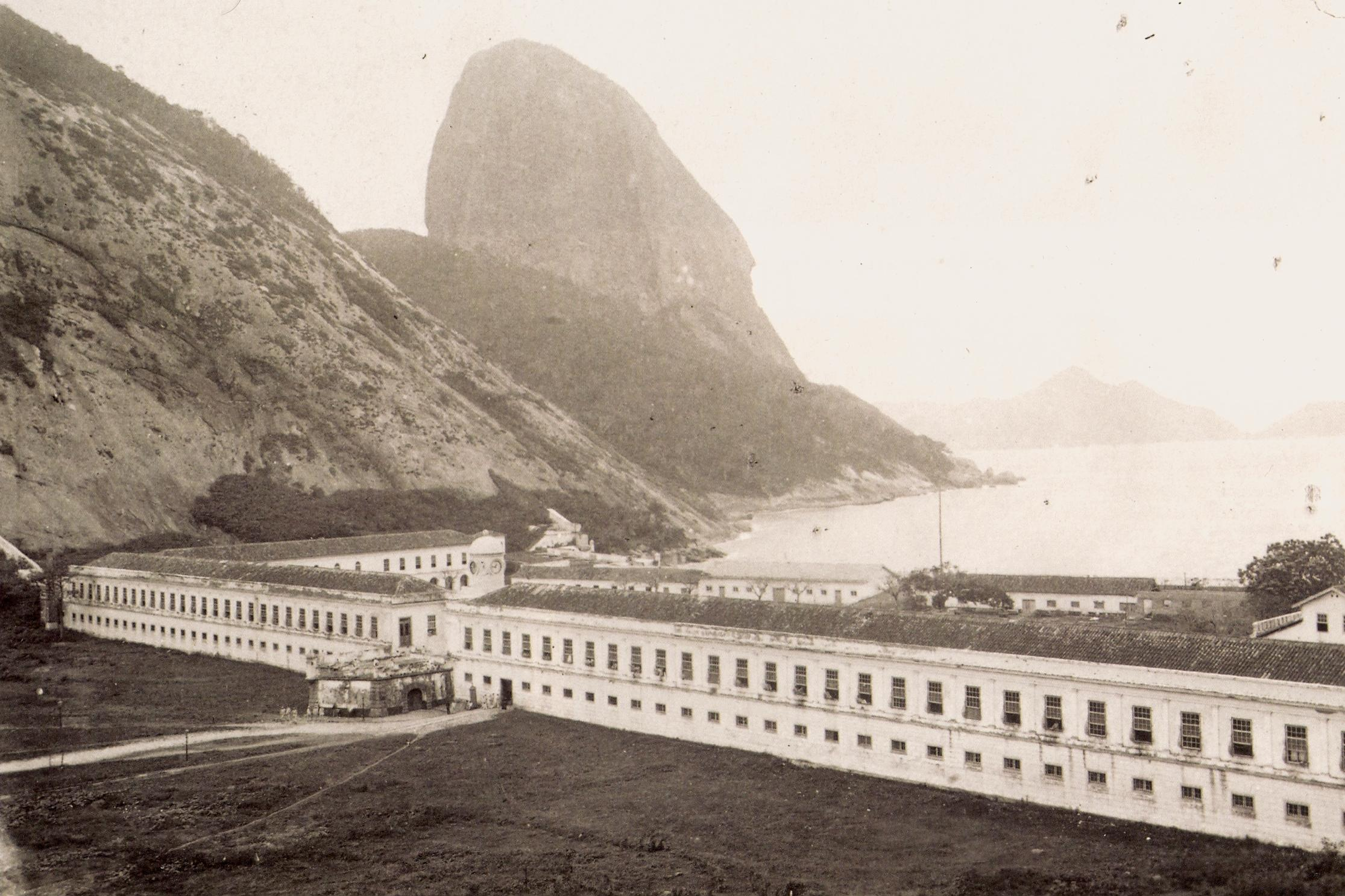
Colegio Militar (antes conocido como Academia Militar) en Río de Janeiro, 1888.

 Sin embargo, si lo preferían, los soldados de infantería y caballería podían estudiar las disciplinas del 2.º curso (álgebra, geometría, geometría analítica, cálculo diferencial e integral, geometría descriptiva y dibujo técnico); 3.º curso (mecánica, balística y dibujo técnico); 4.º año (trigonometría esférica, física, astronomía, geodesia, geografía y dibujo técnico); 6.º año (fortificación regular e irregular, ataque y defensa de fortalezas, arquitectura civil, caminos, puertos, canales, mineralogía y dibujo técnico); y 7.º año (artillería, minas e historia natural).
En 1845, el Colegio Militar (originalmente conocido como Academia Militar) se dividió en dos mitades: una mitad conservó el nombre de "Colegio Militar" y la otra mitad se convirtió en el Colegio Central. Una nueva reforma (Decreto n.º 585) de 6 de septiembre de 1850, mejoró considerablemente la calidad de los oficiales del Ejército Imperial. A partir de entonces, la progresión en la carrera militar de un soldado se produciría a través de la antigüedad, el mérito y el currículum académico, más allá de una clara preferencia por el personal que completó el Colegio Militar sobre el que no lo hizo. El 20 de septiembre de 1851, el gabinete conservador creó una sucursal del Colegio Militar en Porto Alegre. La sede del Colegio de Porto Alegre ofrecía cursos de infantería y caballería, incluyendo disciplinas tomadas del 1.º y 5.º años de estudio. Ese mismo mes se reorganizó la Guardia Nacional, que pasó a depender directamente del Ministro de Justicia, en lugar de los Jueces de Paz elegidos localmente.

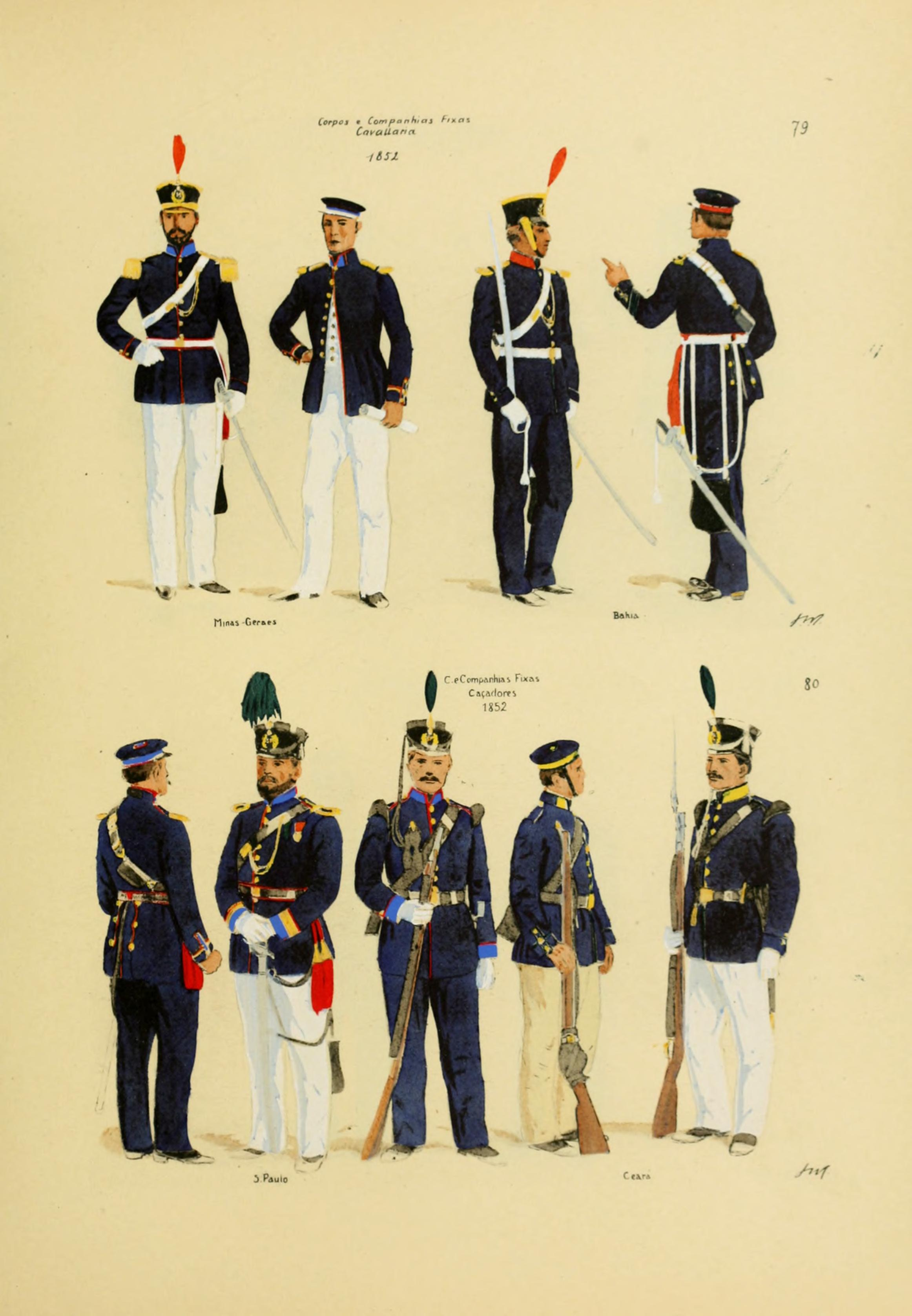
Uniforme del ejército imperial en varias provincias.

En 1874, la Escuela Politécnica de Río de Janeiro se creó a partir de la Escuela Militar. La nueva escuela se centró en la impartición de cursos de ingeniería civil. Para el año fiscal 1873-74, el Gobierno asignó alrededor del 27 por ciento del presupuesto al Ejército y a la Marina..

## Sistema de reservas
Hubo continuidad en el reclutamiento de soldados entre el inicio de la República, el Imperio de Brasil, la colonia y Portugal, aunque el modelo portugués de los siglos XVII y XVIII, típico del Antiguo Régimen europeo, encontró condiciones diferentes en la América portuguesa. La distinción entre las tropas regulares o de primera línea y las milícias y ordenanças también era una herencia portuguesa.Éstas fueron sustituidas en el Imperio de Brasil por la Guardia Nacional, cuyo reclutamiento (llamado "alistamiento") era complementario y antagónico, absorbiendo personal de nivel social superior. Los guardias nacionales estaban exentos del reclutamiento en el Ejército y la Navy, por lo que la institución era una de las formas de evasión. Los guardias nacionales se consideraban ciudadanos y cualificados, y su servicio un deber para con el país, muy diferente de las tropas de primera línea.
Los soldados del Brasil del siglo XIX eran reclutados voluntariamente o por la fuerza. El reclutamiento se centraba en "vagabundos, ex esclavos, huérfanos, delincuentes, emigrantes, trabajadores no cualificados y desempleados". El servicio militar era considerado degradante por la población pobre libre. El reclutamiento, llamado "tributo de sangre" en la época, era violento y seguía una vida de castigos y bajos salarios. Consiguió atraer a pocos reclutas, ya que fue llevada a cabo por un Estado débil (policía, función pública y registro civil) en una población resistente. La guerra del Paraguay puso a prueba el sistema y requirió mucho tiempo, en parte debido a la ineficacia de la movilización. En Europa, referencia para la élite brasileña, el período posterior a la guerra franco-prusiana (1870-1871) estuvo marcado por la industrialización, Estados con mayor control sobre sus poblaciones y ejércitos conscriptos, que, después de 1 a 3 años de servicio, seguían en una creciente reserva. Brasil estaba muy lejos de este modelo.

## Guerras y rebeliones

### Guerra Cisplatina
El Imperio declaró la guerra contra las Provincias Unidas del Río de la Plata (actual Argentina) en 1825 porque esa nación estaba ayudando a la revuelta secesionista de la provincia Cisplatina brasileña. Los argentinos y las tropas secesionistas cisplatinas hicieron uso de tácticas de guerrilla que impidieron que el mucho más numeroso Ejército brasileño (1.ª Línea con 27.242 hombres y 2.ª Línea con 95.000) de asestar un golpe abrumador a sus enemigos. Al final del conflicto habían muerto más de 8.000 brasileños. y la estima asociada a la carrera militar disminuyó.. La retirada resultante condujo a la independencia de Cisplatina, que se convirtió en Uruguay, y fue la única guerra no ganada por Brasil en su historia independiente. Tras la guerra, los militares culparon al Emperador por no haber sido capaz de convencer al Parlamento para que permitiera más ayuda financiera para la compra de equipos, municiones y provisiones, mientras que los liberales, por otro lado, consideraron al monarca responsable de los altos costes del conflicto.

### Periodo de Regencia
La abdicación de Pedro I tuvo como consecuencia la reducción del tamaño del contingente del Ejército. Los liberales estaban en contra del Ejército por razones ideológicas y económicas. Su objetivo era impedir cualquier posibilidad de retorno de Pedro I a Brasil, por lo que debilitaron una de las instituciones más vinculadas al antiguo Emperador. Algunos batallones fueron disueltos y otros trasladados a provincias lejanas. La mayoría de los soldados fueron licenciados, se suspendió el alistamiento y se prohibió el ascenso de cualquier oficial. 

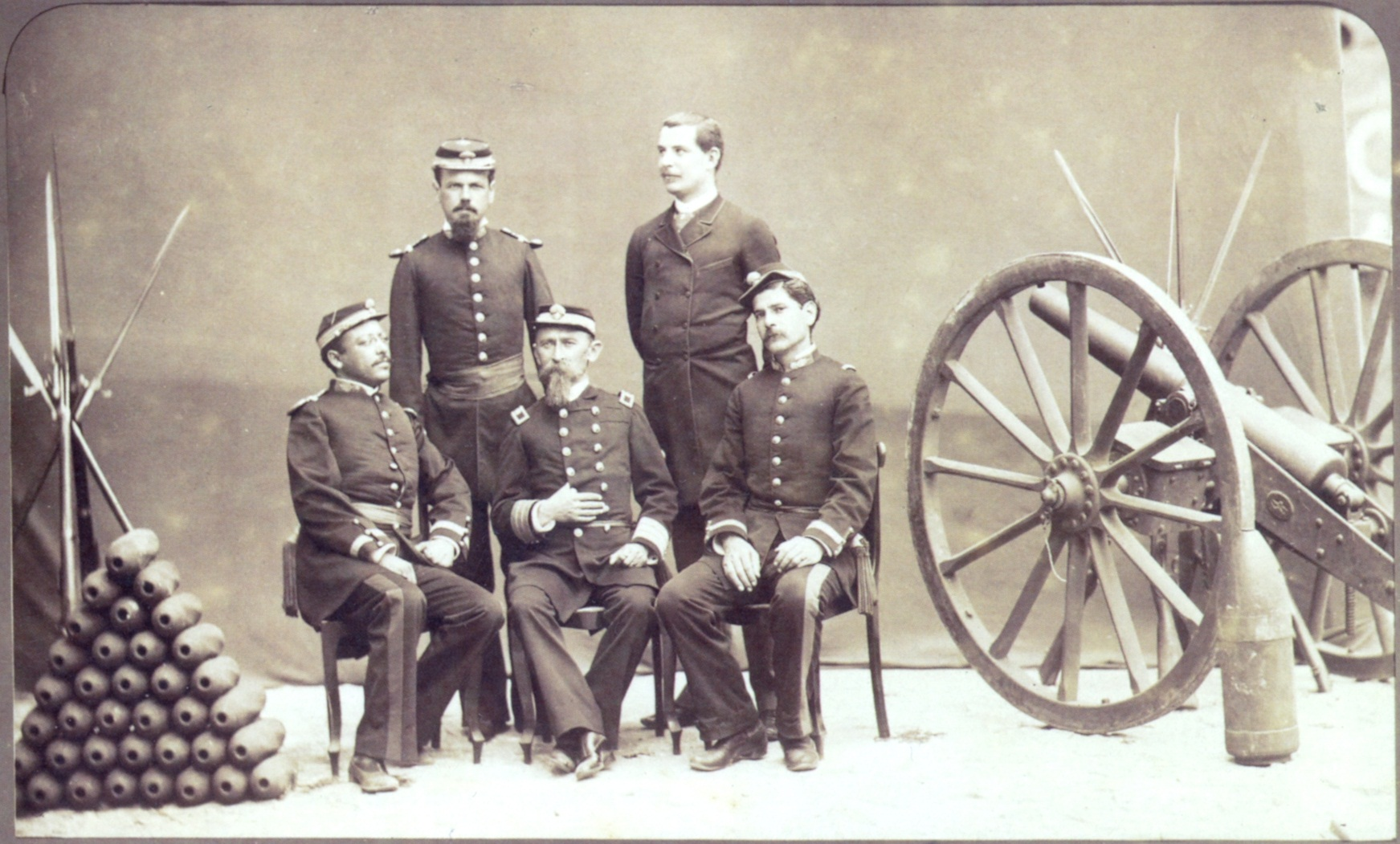
Oficiales del Ejército Imperial junto a un cañón, 1886.

 El 30 de agosto de 1831, la regencia liberal redujo el Ejército a menos de 10.000 hombres. Reducciones posteriores dejaron sólo 6.000 soldados. También se disolvieron los batallones formados por mercenarios.
Con la intención de ayudar al Ejército menor, el Gobierno creó la Guardia Nacional el 18 de agosto de 1831. La nueva institución sustituiría a las antiguas Milicias y Ordenanzas que se extinguieron al mismo tiempo. La Guardia no disponía de tropas permanentes ni de cuarteles para alojar a las tropas. En tiempos de guerra la Guardia Nacional se incorporó al Ejército de 1.ª Línea y fue, a todos los efectos, una fuerza de reserva del Ejército Imperial.
Los resultados de la política de los liberales hacia el Ejército no tardaron en hacerse sentir. El Gobierno fue incapaz de combatir las rebeliones que se produjeron en el país durante la segunda mitad de la década de 1830. La elección del conservador Pedro de Araújo Lima para el cargo de regente en 1837 cambió completamente la situación. El Partido Conservador restauró el Ejército, reorganizó y reequipó sus filas, y aumentó su tamaño a 18.000 hombres. El Ejército Imperial logró varias victorias sobre las revueltas provinciales, entre ellas: Cabanagem, Sabinada, Guerra de los Traperos, entre otras. A principios de la década de 1840 una nueva reorganización del Ejército le dio más cohesión y lo hizo más capaz.

### Guerras Platinas
.

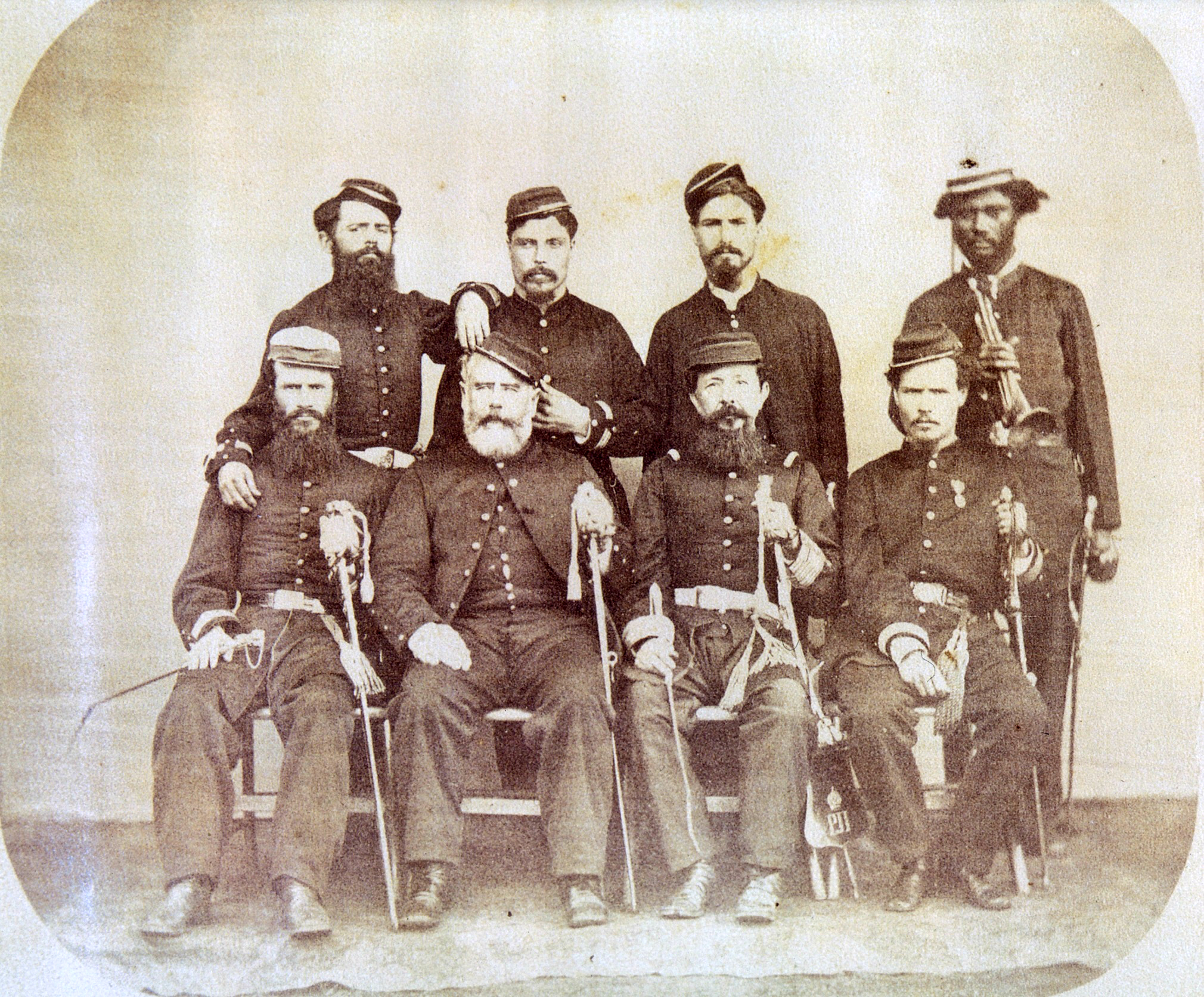
El coronel Joca Tavares (tercero sentado, de izquierda a derecha) y sus ayudantes inmediatos, entre ellos José Francisco Lacerda, más conocido como "Chico Diabo" (tercero de pie, de izquierda a derecha), responsable de matar a Francisco Solano López en la guerra del Paraguay

En 1851 el Ejército Imperial estaba compuesto por más de 37.000 hombres de los cuales 20.000 participaron en la Guerra Platina contra la Confederación Argentina que se oponía a los intereses del Imperio Brasileño. La guerra terminó en 1852 con la victoria brasileña en la Batalla de Caseros, estableciendo durante algún tiempo la hegemonía brasileña sobre América del Sur. La guerra abrió un período de estabilidad económica y política en el Imperio.
La guerra del Uruguay (a la que siguió la guerra del Paraguay) reveló el completo abandono al que fue sometido el Ejército Imperial después de 1852. El Ejército no tenía suficiente equipo, municiones, uniformes ni transporte. Con sólo 18.000 hombres en 1864 fue necesario buscar fuerzas de reserva para colaborar con el esfuerzo bélico. En 1864 la matrícula de la Guardia Nacional era de 440.000 hombres. A pesar de las impresionantes cifras, el potencial militar de la Guardia se vio considerablemente reducido por su falta de entrenamiento y equipamiento y la resistencia de la mayoría de sus miembros al despliegue en el teatro de operaciones. A partir de entonces la Guardia Nacional sería gradualmente dejada de lado en favor del Ejército. El Voluntarios de la Patria Cuerpo fue creado el 7 de enero de 1865. El Cuerpo recibía brasileños voluntarios y conscriptos. El nombramiento del Marqués de Caxias como comandante del Ejército Imperial a mediados de 1866 puso fin a la anarquía. En 1865 18.000 hombres fueron desplegados en territorio enemigo. Este número aumentó a 67.365 en 1866; 71.039 en 1867; y finalmente 82.271 en 1869.
El Marqués de Caxias reorganizó las tropas que recibieron uniformes, equipos y armas de calidad igual a las del Ejército Prusiano. El servicio de salud de las Fuerzas Armadas era inferior al de la guerra civil americana, pero era superior a los programas de salud de la guerra de Crimea. El conflicto armado duró más de cinco años y costó la vida de 50.000 brasileños. Sin embargo, el Imperio alcanzó la victoria y mantuvo su supremacía sobre el resto de Sudamérica. El Ejército Imperial movilizó 154.996 hombres para la guerra, divididos en las siguientes categorías: 10.025 militares que estaban en Uruguay en 1864; 2.047 en la provincia de Mato Grosso; 55.985 Voluntarios de la Patria; 60.009 Guardias Nacionales; 8.570 ex esclavos; y otros 18.000 Guardias Nacionales que permanecieron en Brasil para defender su patria.

## Bases industriales

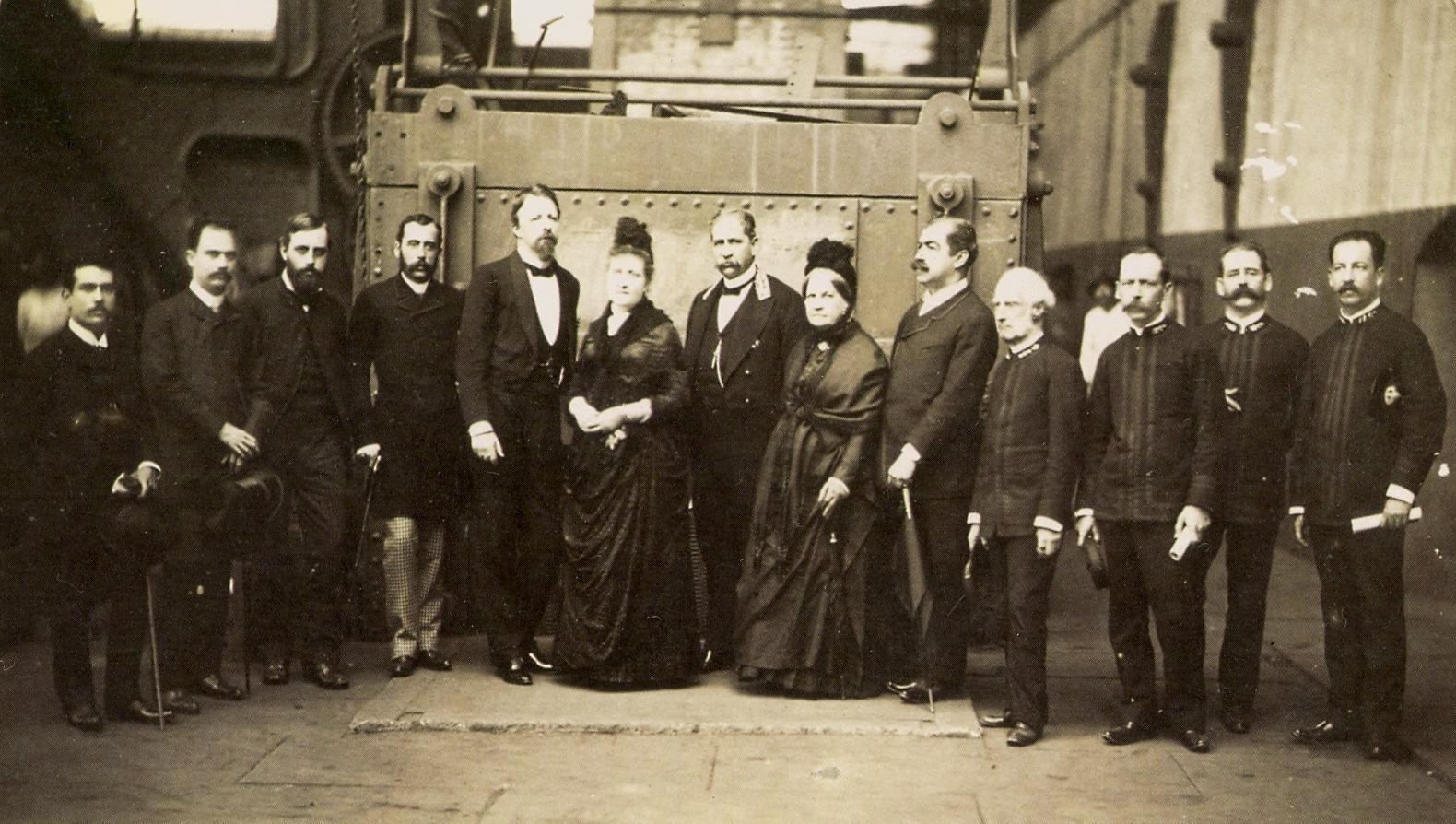
Príncipe Gastón, Conde de Eu e Isabel, Princesa Imperial junto con funcionarios visitando la planta dedicada a la fabricación de armamento militar, 1886

Brasil tenía la mayor base industrial de toda América Latina y la segunda mayor de América después de Estados Unidos. El ejército, a diferencia de la Marina Imperial, sufrió con mucho menos inversiones, especialmente durante la regencia, lo que lo hizo inadecuado, mal entrenado y mal armado. A partir de la década de 1850 comenzó una lenta modernización del ejército, liderada por el Marqués de Caxias, comenzando por la doctrina y la adquisición de nuevo armamento, incluyendo ametralladoras y nuevos y modernos cañones de artillería. Durante la guerra del Paraguay, incluso un globo de observación utilizado anteriormente en la guerra civil americana fue adquirido por el Ejército Imperial. La industria militar brasileña surgió de la industria del hierro iniciada por el Vizconde de Maua y se desarrollaba lentamente.

## Golpe de Estado republicano

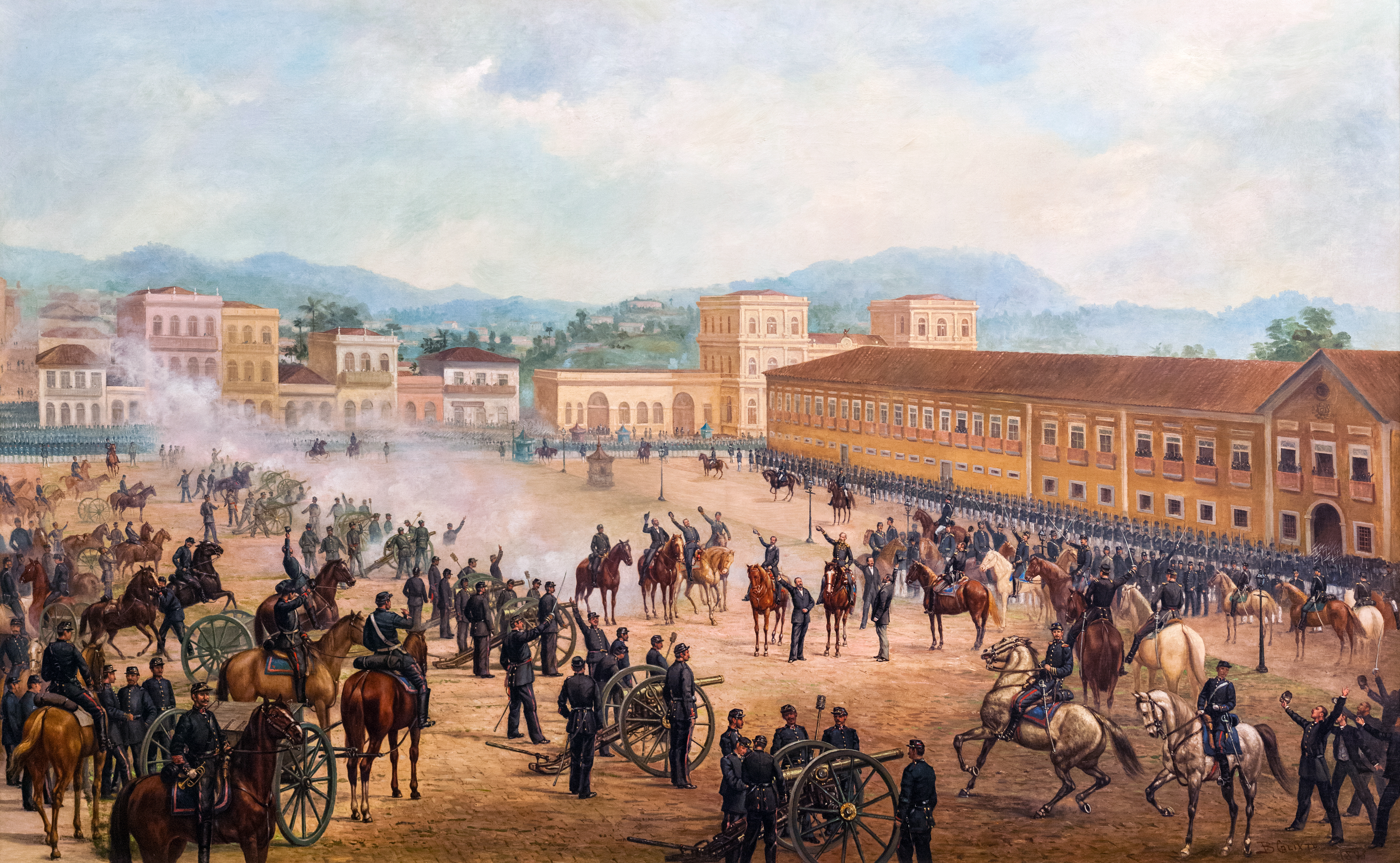
Proclamación de la República dirigida por el Ejército, 15 de noviembre de 1889.

Una nueva generación de militares turbulentos e indisciplinados comenzó a aparecer a principios de la década de 1880, porque los antiguos oficiales monárquicos, como Duque de Caxias, Polidoro da Fonseca Quintanilha Jordão (Vizconde de Santa Teresa), Antonio de Sampaio, Manuel Marques de Sousa, Conde de Porto Alegre y Manuel Luís Osório, Marqués de Erval estaban muertos. En un Ejército con sólo 13.000 hombres, 7.526 fueron enviados a la cárcel en 1884 por mal comportamiento. Los cadetes del Colegio Militar aprendían sobre Positivismo y discutían de política mientras ignoraban por completo los asuntos militares. Estos hombres abogaban por el establecimiento de una dictadura militar. En 1882, militares del Ejército asesinaron a un periodista a plena luz del día cuando éste criticó el comportamiento del Ejército. El asesinato quedó impune. Los republicanos estimularon el comportamiento indisciplinado de este personal durante 1887 y 1888 alegando una falta de atención y consideración por parte del Gobierno hacia el Ejército.
El 15 de noviembre de 1889, la monarquía fue derrocada por las tropas del Ejército dirigidas por el mariscal de campo Deodoro da Fonseca, que se convirtió en el líder de la Primera República de Brasil, conocida como Dictadura de la Espada. El mariscal Câmara (vizconde de Pelotas), afirmó que alrededor del 20 por ciento del Ejército Imperial apoyó el golpe. En los días siguientes varios batallones del Ejército, que estaban repartidos por todo el país, lucharon contra las fuerzas republicanas con la intención de detener el golpe. En Desterro, el 25.º Batallón de Infantería atacó el Club Republicano el 17 de noviembre de 1889. Un mes después, el 18 de diciembre, en Río de Janeiro, el 2.º Regimiento de Artillería intentó restaurar la monarquía. En 1893, soldados monárquicos participaron en la Revolución Federalista con la intención de restaurar el Imperio. Los monárquicos que no murieron en combate fueron encarcelados, deportados o asesinados.

## Notes
1. ↑  Hendrik, 2001. Introduction & Chapter 5.
2. ↑  Donato, 1996. Pages 105–106.
3. ↑  Faoro, 1957. Chapters VIII & IX
4. ↑  Smallman, 2002.  Chapter 1 "Officers versus Politicians, 1889–1930".
5. ↑  See Articles 102 and 148 of the Brazilian Constitution of 1824
6. ↑  Carvalho (2007), p. 193
7. ↑  Lyra, p. 84
8. ↑  Pedrosa, p. 289
9. 1 2  Pedrosa, p. 229
10. 1 2  Nabuco, p. 463
11. 1 2 3 4 5  Vainfas, p. 548
12. ↑  Nabuco, p. 58
13. 1 2  Costa, p. 290
14. ↑  Holanda, p. 238
15. ↑  Souza, p. 110
16. ↑  Souza, p. 113
17. ↑  Holanda, p. 245
18. ↑  Pedrosa, p. 207
19. 1 2 3  Vainfas, p. 549
20. ↑  Vainfas, p. 320
21. ↑  Holanda, p. 255
22. ↑  Ferreira, 2014, p. 60.
23. ↑  Mendes, 2004, p. 113-116.
24. ↑  Possamai, 2004, p. 154.
25. ↑  Saldanha, 2015.
26. ↑  Goldoni, 2009.
27. ↑  Guarese, 2017, p. 37.
28. ↑  Gonzales, 2008, p. 103.
29. ↑  Santos, 2020, p. 447.
30. ↑  Mendes, 1998, p. 5-11.
31. ↑  Guarese, 2017, p. 24-26.
32. ↑  Ferreira, 2014, p. 52-57.
33. ↑  Kraay, 1999, p. 134.
34. ↑  Lustosa, p. 277
35. ↑  Nabuco, p. 466
36. 1 2  Holanda, p. 243
37. 1 2  Vainfas, p. 318
38. ↑  Souza, p. 209
39. 1 2  Souza, p. 205
40. 1 2  Holanda, p. 244
41. ↑  Pedrosa, p. 225
42. ↑  Souza, p. 208
43. ↑  Pedrosa, p. 227
44. ↑  Doratioto (2002), p. 28
45. ↑  Pedrosa, p. 234
46. ↑  Pedrosa, p. 235
47. ↑  Nabuco, p. 503
48. ↑  Pedrosa, p. 242
49. ↑  Pedrosa, p. 237
50. ↑  Schwarcz, p. 303
51. ↑  Versen, p. 99
52. ↑  Salles (1990), p. 129
53. ↑  Holanda, p. 239
54. ↑  Lima, pág. 114
55. ↑  Lima, pp. 112-113
56. ↑  Lima, p. 109
57. ↑  Holanda, p. 253
58. ↑  Lima, p. 112
59. ↑  Holanda, p. 256
60. ↑  Lima, p. 117
61. ↑  Lyra, p. 194
62. ↑  Janotti, p. 17
63. ↑  Janotti, p. 21
64. ↑  Salles (1996), p. 195
65. ↑  Bueno, pp. 254-255